# ISO 3166-2:LR
ISO 3166-2:LR — стандарт Международной организации по стандартизации, который определяет геокоды. Является подмножеством стандарта ISO 3166-2, относящимся к Либерии. Стандарт охватывает 15 графств Либерии. Каждый геокод состоит из двух частей: кода Alpha2 по стандарту ISO 3166-1 для Либерии — LR и дополнительного кода записанных через дефис. Дополнительный код образован двухсимвольным числом. Геокоды графств Либерии являются подмножеством кодов домена верхнего уровня — LR, присвоенного Либерии в соответствии со стандартами ISO 3166-1.

## Геокоды Либерии
Геокоды 15 графств  административно-территориального деления Либерии.
| Геокод | Административная единица | Статус   |
| ------ | ------------------------ | -------- |
| LR-BG  | Бонг                     | графство |
| LR-MG  | Маргиби                  | графство |
| LR-BM  | Боми                     | графство |
| LR-MO  | Монтсеррадо              | графство |
| LR-CM  | Гранд-Кейп-Маунт         | графство |
| LR-MY  | Мэриленд                 | графство |
| LR-GB  | Гранд-Баса               | графство |
| LR-NI  | Нимба                    | графство |
| LR-GG  | Гранд-Геде               | графство |
| LR-RI  | Ривер-Сесс               | графство |
| LR-GK  | Гранд-Кру                | графство |
| LR-RG  | Ривер-Ги                 | графство |
| LR-GP  | Гбарполу                 | графство |
| LR-SI  | Синоэ                    | графство |
| LR-LO  | Лофа                     | графство |

## Геокоды пограничных Либерии государств
- Сьерра-Леоне — ISO 3166-2:SL (на западе),
- Гвинея — ISO 3166-2:GN (на севере),
- Кот-д'Ивуар — ISO 3166-2:CI (на востоке).